# Grand Prix der Nordischen Kombination 2006
Der Grand Prix der Nordischen Kombination 2006 war eine vom Weltverband FIS ausgetragene Wettkampfserie in der Nordischen Kombination. Diese wurde in jener Saison zum neunten Mal ausgetragen. Die Serie umfasste die fünf Stationen Kandersteg, Bischofshofen, Berchtesgaden, Steinbach-Hallenberg und Klingenthal. Sie begann am 18. August und endete am 27. August 2006.

## Ergebnisse und Wertungen

### Grand-Prix-Übersicht
| Datum      | Austragungsort       | Disziplin                       | Sieger                             | Zweiter                                       | Dritter                                  |
| ---------- | -------------------- | ------------------------------- | ---------------------------------- | --------------------------------------------- | ---------------------------------------- |
| 18.08.2006 | Kandersteg           | HS 98 / 15 km                   | Christoph Bieler                   | Mario Stecher                                 | Jason Lamy Chappuis                      |
| 20.08.2006 | Bischofshofen        | Massenstart (HS 140 / 10 km)    | Felix Gottwald                     | Mario Stecher                                 | Magnus Moan                              |
| 23.08.2006 | Berchtesgaden        | Teamsprint (HS 98 / 2 × 7,5 km) | Norwegen IPetter Tande Magnus Moan | Deutschland IRonny Ackermann Björn Kircheisen | Österreich IMario Stecher Felix Gottwald |
| 25.08.2006 | Steinbach-Hallenberg | HS 140 / 15 km                  | Christoph Bieler                   | Björn Kircheisen                              | Bernhard Gruber                          |
| 27.08.2006 | Klingenthal          | Massenstart (HS 140 / 10 km)    | Björn Kircheisen                   | Ronny Ackermann                               | Eric Frenzel                             |

### Wertungen
| Rang | Name                 | Punkte |
| ---- | -------------------- | ------ |
| 01.  | Christoph Bieler     | 290    |
| 02.  | Mario Stecher        | 266    |
| 03.  | Felix Gottwald       | 212    |
| 04.  | Bernhard Gruber      | 196    |
| 05.  | Marco Pichlmayer     | 102    |
| 06.  | Ronny Heer           | 097    |
| 07.  | Marcel Höhlig        | 075    |
| 08.  | Ivan Rieder          | 073    |
| 09.  | Michael Gruber       | 071    |
| 09.  | Matthias Menz        | 071    |
| 11.  | Christian Beetz      | 054    |
| 12.  | Sebastian Haseney    | 026    |
| 13.  | Konstantin Sokolenko | 003    |
| 14.  | Alexandr Gurin       | 002    |

| Rang | Name        | Punkte |
| ---- | ----------- | ------ |
| 1.   | Österreich  | 1017   |
| 2.   | Deutschland | 0706   |
| 3.   | Norwegen    | 0473   |
| 4.   | Schweiz     | 0270   |
| 5.   | Frankreich  | 0256   |
| 6.   | Russland    | 0066   |
| 7.   | Slowenien   | 0054   |
| 8.   | Tschechien  | 0031   |
| 9.   | Kasachstan  | 0005   |